# 折戸駅
折戸駅（おりどえき）は、静岡県清水市（現・静岡市清水区）折戸にあった日本国有鉄道（国鉄）清水港線の駅（廃駅）である。清水港線廃止に伴い1984年（昭和59年）4月1日に廃止となった。

## 歴史
- 1944年（昭和19年）12月1日：清水港線の旅客営業開始時に開業[1]。開業時の取扱範囲は旅客（普通乗車券所持の旅客は清水港線内発着に限る）・小口扱及び車扱貨物であった[1]。
- 1960年（昭和35年）1月20日：荷物の取扱を廃止[2]。駅員無配置駅となる[3]。
- 1980年（昭和55年）10月1日：貨物の取扱を廃止（旅客駅となる）[1]。
- 1984年（昭和59年）4月1日：廃止[1]。

## 駅構造
単式ホーム1面1線のみを有し交換不能な地上駅。無人駅で、駅舎はおろか待合所すら持たず、ただホームだけのある駅であった。近くに高校があるため高校生の乗り降りが多く、清水港線の旅客列車の利用者のほとんどが当駅で乗降をしていた。
廃止されるより前の1980年（昭和55年）まで、隣駅の巴川口駅の西側にある日立製作所清水工場（現・日立ジョンソンコントロールズ空調清水事業所）へ続く専用線があり、貨物輸送が行われていた。

## 駅周辺
- 静岡県立清水南高等学校・中等部
- 東海大学付属静岡翔洋高等学校・中等部
- 国立清水海上技術短期大学校
- 東海大学海洋学部・人文学部
- 清水港折戸貯木場

## 現状
駅跡地は公園となっている。

## 隣の駅
日本国有鉄道
清水港線
巴川口駅 - 折戸駅 - 三保駅